# Microlicia cryptandra
Microlicia cryptandra är en tvåhjärtbladig växtart som beskrevs av Charles Victor Naudin. Microlicia cryptandra ingår i släktet Microlicia och familjen Melastomataceae. Inga underarter finns listade i Catalogue of Life.